# حسن‌آباد کمالوند
حسن‌آباد کمالوند یا حسن‌آباد روستایی در دهستان ده‌پیر جنوبی بخش مرکزی شهرستان خرم‌آباد استان لرستان ایران است.

## جمعیت
بر پایه سرشماری عمومی نفوس و مسکن در سال ۱۳۹۵ جمعیت این روستا ۴۸۲ نفر (۱۴۰خانوار) بوده‌است.